# Мохаммед аль-Давсари
Мохаммед Султан аль-Давсари (араб. محمد_سلطان_الدوسري‎; 2 октября 1999, Саудовская Аравия) — саудовский футболист, вратарь. В настоящее время выступает за молодёжную команду клуба «Аль-Шабаб». Чемпион Азии в категории до 19 лет.

## Карьера
Осенью 2018 года Мохаммед был включён в состав сборной до 19 лет для участия в чемпионате Азии среди юниоров. Ни разу не вышел на поле. В итоге саудовцы одержали победу в турнире.
В мае 2019 года попал в заявку сборной до 20 лет на чемпионат мира в Польше. аль-Давсари также не сыграл ни одного матча, а его команда заняла последнее место в группе.

## Достижения
- Победитель юношеского чемпионата Азии 2018